# میدان ۱۵ خرداد کاشان
میدان ۱۵ خرداد کاشان در کاشان واقع شده و این اثر در تاریخ ۲۱ بهمن ۱۳۸۷ با شمارهٔ ثبت ۲۴۳۹۳ به‌عنوان یکی از آثار ملی ایران به ثبت رسیده است.